# خربة تين محمود
قرية خربة تين محمود (بالإنجليزية: Khurbat teen mahmoud) قرية سورية تتبع إداريّاً لناحية خربة التين في محافظة حمص، وهي قرية صغيرة تقع غرب مدينة حمص.

## جغرافيا
تقع القرية غرب مدينة حمص، إلى الشمال من قرية خربة التين.